# British Columbia Highway 97D
Der British Columbia Highway 97D ist eine 24,2 Kilometer lange Verbindung zwischen dem Coquihalla Highway nördlich von und dem Highway 97C in Salmon Arm.

## Verlauf
Der Highway beginnt an einer Ausfahrt des Highway 5 und mündet in der Nähe von Logan Lake bei der Kreuzung des Highway 97C.